# 小笠原長隆 (信濃小笠原氏)
小笠原長隆（?—1581年5月），日本戰國時代至安土桃山時代的武將。父親是小笠原長時。

## 生平
生年不詳，家中長男。父親長時是信濃國守護，在長時失去信濃的領地後，一同投靠京都的三好氏。元龜2年（1571年）3月，在同族兼遠江國高天神城城主小笠原長忠（信興）被武田信玄進攻時，前往救援，並守備城池。此後，前往投靠越後國上杉氏（『謙信公御書集』）。天正9年（1581年）4月，在越中國富山城的戰鬥中，被織田信長的家臣佐佐成政等人的連合軍擊敗，最後戰死。

## 外部連絡
- 武家家伝＿府中小笠原氏 （页面存档备份，存于）